# 바스 페르베일런
바스 페르베일런(네덜란드어: Bas Verwijlen, 1983년 10월 1일~)는 네덜란드의 펜싱 선수로 주 종목은 에페이다.

## 경력
그는 5세때 아버지이자 과거 네덜란드 국가대표 펜싱 선수였던 로얼 페르베일런이 운영하는 오스의 잘 페르베일런에서 펜싱을 시작하였다. 그는 12세까지 플뢰레와 에페를 병행하여 훈련하였으나, 이때부터 에페에만 집중하게 되었다. 그는 네덜란드 국가대표팀에 차출되어 유니버시아드(2001년 베이징에서 열린 17회 하계 유니버시아드) , 네덜란드, 유럽, 세계 선수권에 참가하였다. 그는 주니어 시절 11개의 타이틀을 획득하였는데, 미국에서 열린 세계선수권 U-16 대회에서 3번째 우승을 경험하였고, 1998년부터는 모든 유럽 및 세계 선수권 대회에 참여하였다. 그는 주니어 시절에 2차례 월드컵 우승을 하였는데, 이는 네덜란드 최고 기록이다.
그는 이후 시니어 무대로 옮겼다. 그는 2005년 라이프치히에서 개최된 세계 선수권 대회에서 동메달을 획득하였다. 같은 해, 절러에게르세그에서 열린 유럽 선수권 대회에서 그와 그의 팀 동료들은 단체전에서 종합 6위를 기록하였다. 그는 2006년 이즈미르에서 열린 유럽 선수권 대회에서는 8위를 하였다. 2008년, 스톡홀름에서의 그랑프리 이후, 그는 베이징에서 열리는 2008년 하계 올림픽 진출권을 획득하였다. 그는 이 토너먼트를 앞두고, 콜롬비아의 칼리에서 열린 6월 월드컵에서 우승을 거두었고, 네덜란드 선수권 대회 타이틀도 획득하였다.